# Gul Circle
- | Ilustracja                                 |                                |
| Państwo                                    | Singapur                       |
| Data otwarcia                              | 18 czerwca 2017                |
| East West Line                             |                                |
| Poprzednia stacja                          | Joo Koon                       |
| Następna stacja                            | Tuas Crescent                  |
| Położenie na mapie SingapuruGul Circle MRT |                                |
| 1°19′16″N 103°39′56″E/1,321111 103,665556  |                                |
| \| \| Multimedia w Wikimedia Commons \|    |                                |
|                                            | Multimedia w Wikimedia Commons |

Gul Circle – naziemna stacja Mass Rapid Transit (MRT) w Singapurze, która jest częścią East West Line. Została otwarta 18 czerwca 2017.